# Gustavo Langsch
Gustavo Langsch (? —?) foi um político brasileiro.
Foi eleito, em 3 de outubro de 1958, deputado estadual, pelo PSD, para a 40ª e 41ª Legislaturas da Assembleia Legislativa do Rio Grande do Sul, de 1959 a 1967.